# Senato (Polonia)
Il Senato (in polacco: Senat), nell'ordinamento costituzionale della Polonia, è la camera alta dell'Assemblea nazionale; è affiancato dal Sejm, che costituisce la camera bassa.
Si compone di 100 senatori eletti a suffragio popolare diretto.
L'aula è presieduta dal Maresciallo del Senato.

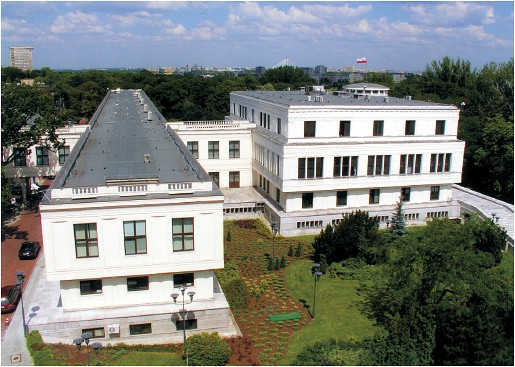
Il Senato polacco

## Storia
Il Senato nacque come consiglio di consiglieri del re nel 1493. Nella democrazia nobiliare, il Senato costituiva la camera alta del Camera dei deputati della Polonia e consisteva dei membri del governo reale e della corte reale, insieme ai voivodi, i prefetti e i castellani (tutti nominati dal re), oltre che dai vescovi cattolici.
Nella cosiddetta Seconda Repubblica di Polonia, i senatori erano eletti a suffragio universale. Dopo un referendum del 1946 indetto dal regime comunista, il Senato fu abolito nella Repubblica Popolare Polacca del dopoguerra. Fu ristabilito solo con la caduta del comunismo nel 1989.

## Il Senato polacco oggi
Il mandato di ogni senatore è di quattro anni. Il Senato può rifiutare o emendare le leggi passate dall'altra Camera, ma ogni rifiuto o emendamento può essere annullato da una maggioranza assoluta nella Camera dei deputati della Polonia. La seduta comune del Senato e della Camera dei deputati della Polonia è conosciuta come Assemblea nazionale.
I senatori sono eletti attraverso l’uso di un sistema maggioritario secco, applicato in altrettanti collegi uninominali.